# مستصفرة غاردنر
مستصفرة غاردنر (الاسم العلمي: Xanthomonas gardneri) هي نوع من البكتيريا يتبع جنس المستصفرة من الفصيلة المستصفرية.